# Magdalena Schmidt (Philologin)
Magdalena Bertha Schmidt (* 10. November 1885 in Lößnitz (Erzgebirge); † 12. Oktober 1966 in Dresden-Mitte) war eine deutsche Klassische Philologin und Gymnasiallehrerin. Ihr Forschungsschwerpunkt war die augusteische Dichtung.

## Leben
Magdalena Schmidt studierte an der Universität Leipzig Klassische Philologie und wurde 1922 bei Richard Heinze mit einer Dissertation über das zweite Buch der Tristia zum Dr. phil. promoviert. Anschließend arbeitete sie als Studienrätin an einem Dresdener Gymnasium und setzte ihre wissenschaftliche Arbeit fort. Aus einem Vortrag über Vergils Georgica im Jahre 1923 im akademischen Lesekreis von Franz Poland erwuchs ihre Monografie Die Komposition von Vergils Georgica, in der sie sich in den Anhängen auch mit den Kompositionsprinzipien von Catull, Horaz und den Dichtern der Appendix Vergiliana befasste.
Schmidt veröffentlichte außerdem eine zweisprachige Ausgabe des Gedichtes Culex (1959) sowie Aufsätze in wissenschaftlichen Fachzeitschriften und zwölf Artikel in Paulys Realenzyklopädie der klassischen Altertumswissenschaft (RE).

## Schriften
- De Ovidii Tristium libro II. Leipzig 1922 (Dissertation)
- Die Komposition von Vergils Georgica. Paderborn 1930. Nachdruck New York/London 1968
- Vergil: Die Mücke. Lateinisch und deutsch. Berlin/Darmstadt 1959
- Anordnungskunst im Catalepton. In: Mnemosyne. Band 16 (1963), S. 142–156